# Velika magistralna cesta
Velika magistralna cesta ali Grand Trunk Road (prej znana kot Utarapath, Sarak-e-Azam, Šah Rah-e-Azam, Badšahi Sarak in Long Walk) je ena najstarejših in najdaljših glavnih cest v Aziji. Vsaj 2500 let povezuje Srednjo Azijo z Indijsko podcelino. Poteka približno 2400 km od Teknafa v Bangladešu na meji z Mjanmarom zahodno do Kabula v Afganistanu, poteka skozi Čitagong in Dako v Bangladešu, Kalkuto, Lucknow, Delhi in Amritsar v Indiji ter Lahore, Gudžrat, Ravalpindi in Pešavar v Pakistanu.
Cesta je bila zgrajena vzdolž starodavne poti, imenovane Utarapatha v 3. stoletju pr. n. št. in se je raztezala od izliva Gangesa do severozahodne meje Indije. Nadaljnje izboljšave te ceste so bile narejene pod Ašoko. Staro pot je Šer Šah Suri ponovno usmeril v Sonargaon in Rohtas. Afganistanski konec ceste je bil obnovljen pod Mahmud Šahom Duranijem. Cesta je bila v britanskem obdobju med letoma 1833 in 1860 precej obnovljena.
Cesta sovpada s sedanjimi N1, Feni (Čittagong do Dake), N4 & N405 (Daka do Sirajganj), N507 (Sirajganj do Natore) in N6 (Natore do Rajšai proti Purneain India; NH 12 (Purnea do Bakali), NH 27 (Purnea v Patno), NH 19 (Kalkuta v Agro), NH 44 (Agra v Džalandhar prek New Delhija, Sonipat, Panipat, Ambala in Ludhiana) in NH 3 (Džalandhar v Attari, Amritsar v Indiji proti Lahoreju v Pakistanu) prek Vagaha ; N-5 (Lahore, Gudžranwala, Gudžrat, Lalamusa, Džhelum, Ravalpindi, Pešavar in prelaz Kiber proti Džalalabadu v Afganistanu) v Pakistanu in AH1 (Torkam-Džalalabad do Kabula) do Gaznija v Afganistanu.
Skozi stoletja je bila cesta ena glavnih trgovskih poti v regiji in je omogočala tako potovanje kot poštno komunikacijo. Grand Trunk Road se še vedno uporablja za prevoz na današnji Indijski podcelini, kjer so bili deli ceste razširjeni in vključeni v nacionalni cestni sistem.

## Zgodovina

### Antično obdobje
Budistična literatura in indijski epi, kot je Mahabharata, zagotavljajo obstoj ceste Grand Trunk že pred Maurijskim imperijem in se je imenovala Uttarapatha ali 'Severna cesta'. Cesta je povezovala vzhodno regijo Indije s srednjo Azijo in staro Grčijo.

### Maurijsko cesarstvo
Predhodnica sodobne ceste je bila zgrajena po ukazu cesarja Čandragupta Maurija in se je zgledovala po perzijski kraljevi cesti (natančneje, njenem vzhodnem odseku, Veliki Horasanski cesti, ki je potekala od Medije do Baktrije). V času Maurijskega cesarstva v 3. stoletju pr. n. št. je kopenska trgovina med Indijo in več deli zahodne Azije in sveta Baktrije potekala skozi mesta na severozahodu, predvsem Takšašila in Purušapura (današnja Taxila oziroma Pešavar v Pakistanu). Takšašila je bila s cestami dobro povezana z drugimi deli cesarstva. Mauriji so vzdrževali to zelo starodavno cesto od Takšašile do Patliputre (današnja Patna v Indiji). Čandragupta Maurija je imel celo vojsko uradnikov, ki so nadzirali vzdrževanje te ceste, kot je povedal grški diplomat Megasthenes, ki je preživel petnajst let na dvoru Maurijev. Ta cesta, zgrajena v osmih fazah, naj bi povezovala mesta Purušapura, Takšašila, Hastinapura, Kanjakubja, Prajag, Patliputra in Tamralipta, razdalja približno 2600 kilometrov.
Pot Čandragupte je bila zgrajena čez starodavno 'Utarapatha' ali 'Severno cesto', ki jo je omenil Pāṇini. Cesar Ašoka je v svojem ediktu dal zapisati drevesa, vodnjake, zgrajene na vsaki polovici kosa, in veliko nimisdhajas, kar se pogosto prevaja kot počivališča ob poti za popotnike. Znano je tudi, da je cesar Kaniška nadzoroval Uttarapatho.

### Suri in Mogulsko cesarstvo
Šer Šah Suri, srednjeveški vladar imperija Sur, se je v 16. stoletju lotil popravil Čandraguptine kraljeve ceste. Stara pot je bila nadalje preusmerjena pri Sonargaonu in Rohtasu in njena širina se je povečala, zgradili so saraj, povečalo se je število kos minarjev in baolijev. Ob nekaterih odsekih ceste so zgradili tudi vrtove. Tisti, ki so se ustavili pri saraju, so dobili hrano brezplačno. Njegov sin Islam Šah Suri je zgradil dodaten saraj med vsakim sarajem, ki ga je prvotno zgradil Šer Šah Suri na cesti proti Bengaliji. Več sarajev je bilo zgrajenih pod Moguli. Džahangir je pod svojo vladavino izdal odlok, da so vsi saraji zgrajeni iz žgane opeke in kamna. Na odseku med Lahorejem in Agro so posadili širokolistna drevesa in zgradil mostove čez vsa vodna telesa, ki so bila na poti ceste. Pot je Suri imenoval Sadak-e-Azam, Moguli pa Badšahi Sadak.

### Britanski imperij
Britanska vzhodnoindijska družba je v 1830-ih začela s programom gradnje kovinskih cest za komercialne in upravne namene. Cesta, ki se zdaj imenuje Grand Trunk Road, od Kalkute skozi Delhi do Kabula v Afganistanu, je bila obnovljena po ceni 1000 GBP/miljo.
Cesta je omenjena v številnih literarnih delih, vključno s tistimi Fosterja in Rudyarda Kiplinga. Kipling je cesto opisal kot: »Poglej! Poglej še enkrat! in čamarji, bankirji in kleparji, brivci in zajčki, romarji – in lončarji – ves svet gre in prihaja. Zame je kot reka, iz katere sem umaknjen kot hlod. po poplavi. In res je Grand Trunk Road čudovit spektakel. Teče naravnost, brez preobremenjenosti indijskega prometa tisoč petsto milj – taka reka življenja, kot je ni nikjer drugje na svetu.«

### Republika Indija
Skupina zgodovinskih območij ob cesti v Indiji je bila leta 2015 uvrščena na poskusni seznam Unescove svetovne dediščine pod naslovom Mesta ob Uttarapath, Badshahi Sadak, Sadak-e-Azam, Banho, Grand Trunk Road. Indijski odseki Grand Trunk Road sovpadajo z NH 19 in NH 44 državnih cest v Indiji.
Psihologi območje okoli ceste GT včasih označujejo kot pas ceste GT, včasih pa je v kontekstu volitev znana tudi kot cesta Gudžarat. Na primer, med volitvami v Harjani se območje na obeh straneh ceste GT od Ambale do Sonipata, ki ima 28 volilnih enot zakonodajne skupščine, kjer ni prevlade ene kaste ali skupnosti, imenuje cestni pas GT v Harjani.

## Galerija
- Kos Minar iz mogulske dobe ob cesti GT v Sonipatu v Indiji
- GT Road v Utar Pradešu, Indija
- GT Road blizu Barhija, Indija
- GT Road proti Burdvanu iz Hooghlija
- GT Road v Lahoreju, Pakistan
- GT road v Gudžranvali, Pakistan
- GT Road nad reko Džhelum, Pakistan
- Prvotna cesta GT, ki poteka skozi gore Margalla do pogorja Kala Čita v Pakistanu
- Na novo preurejena cesta GT, ki poteka mimo skrajne zahodne točke gora Margalla do pogorja Kala Čitta v Pakistanu
- Cesta Kabul–Džalalabad v Afganistanu je najbolj zahodni del ceste GT
- Gorski prelaz na cesti Kabul–Džalalabad, Afganistan